# Olivier Merbau
 (avril 2016).
Olivier Merbau est un navigateur et explorateur français, écrivain et traducteur d'auteurs maritimes anglo-saxons peu ou mal connus en France.

## Biographie
Capitaine de marine marchande, il a effectué 34 traversées de l'atlantique nord sur toutes sortes de voiliers, dont 2 en solitaire, et 3 voyages jusqu'à Tahiti, plus un nombre indéterminé de traversées de la Méditerranée ainsi que de nombreuses croisières aux USA, en Irlande et en Suède.
Pour le cinquantenaire de la Longue Route de Bernard Moitessier (tour du monde en solitaire et sans escales parti en 1968), le navigateur Guy Bernardin et lui - puis lui seul après la disparition en mer du premier - ont organisé la "Longue Route 2018" à laquelle ont participé 25 navigateurs, en lien avec la ville du Bono (Morbihan) et la famille de Moitessier.
Depuis 2021, Olivier Merbau est parti en solitaire à la recherche de l'Escondida, l'île secrète de Corto Maltese dans "la Balade de la mer salée" de Hugo Pratt, ce qui a permis de mouiller dans l'Atlantique des bouées dérivantes pour le compte du programme météo européen Copernicus, et dans le Pacifique une plaque commémorative en faveur de la paix dans le monde au nom de l'ONG slovaque Servare et Manere. Dans le même but d'aider en faveur de la paix, il est également enregistré comme Citoyen du monde dans le Registre des Citoyens du Monde.
Olivier Merbau est membre de la Société des Explorateurs Français et de la Société des Gens de Lettres.

## Œuvres
- Gentilshommes de fortune, 2008  (ISBN 9782842655952)
- Long Yang, 2010, mention spéciale du jury du Prix Écume de mer 2010 sous le titre Fils de la terre  (ISBN 9782954570884)
- Ils d'elle, 2013  (ISBN 9782954570808)
- Un détail sans importance, 2015  (ISBN 9782954570815)
- Enquête à Pontaillac, 2024  (ISBN 9791035323226)
- Confessions d'un skipper, 2018  (ISBN 9782954570860)
- Atlantide, état des lieux d'un mythe, 2017  (ISBN 9782954570822)
- Dans le sillage de Moitessier, illustré par Guillaume De Bats, 2018  (ISBN 9782954570846)

## Traductions
- La transatlantique du Sea Bird en 1911, de Thomas Fleming Day, 2011  (ISBN 9782842656997)
- L'épopée du Detroit en 1912, de Thomas Fleming Day, 2011  (ISBN 9782842657093)
- Islander autour du monde, de Harry Pidgeon, 2012  (ISBN 9782842657451)
- La tragédie de l'Essex ou le Fantasme de Moby Dick, de Owen Chase, 2012  (ISBN 9782842657475)
- Le journal de bord du Snark, de Charmian London, 2015  (ISBN 9782081333154)
- Aventures brésiliennes, de Joshua Slocum, 2016  (ISBN 9782081368088)
- 40 000 milles en pirogue, de John Claus Voss, 2019  (ISBN 9782954570891)

## Distinctions
- Mention spéciale du jury du prix Écume de mer 2010 pour le roman "Fils de la terre" (republié depuis sous le titre "Long Tang")
- Ami de la Paix
- Ambassadeur du Naturisme

- Notices d'autorité :   - VIAF
  - ISNI
  - BnF (données)
  - IdRef